# مارك وايت (لاعب اتحاد الرغبي)
مارك وايت هو لاعب اتحاد الرغبي كندي، ولد في 12 أبريل 1961 في برمودا في المملكة المتحدة.